# شاهدخت ریشی
شاهدخت ریشی (به ژاپنی: 令子内親王 れいしないしんのう)؛ ۱۰۷۸ – ۱۱۴۴ (۶۵−۶۶ سال)) کوگو یا امپراتریس‌های ژاپن در اواخر دوره هی‌آن بود. او به عنوان مادر افتخاری («جنبو») برادرزاده اش امپراتور توبا منصوب شد و در طول سلطنت او به عنوان امپراتریس خدمت کرد. او از ۱۱۰۸ تا ۱۱۳۴ این عنوان را داشت.